# Utrecht
Utrecht (uttal: [ˈytrɛxt] lyssna (fil)) är huvudstad och den största staden i provinsen Utrecht i Nederländerna. Staden ligger i nordöstra delen av Randstad och är med 377 083 invånare (2025) den fjärde största staden i landet. Staden är tack vare sitt geografiska läge mitt i landet en viktig knutpunkt för såväl väg- som järnvägstrafik. I Utrecht ligger Nederländernas näst största universitet, Universiteit Utrecht, en musikhögskola (Utrechts Conservatorium) och en teknisk högskola (Hogeschool Utrecht). Staden är ärkebiskopssäte för dels den romersk-katolska kyrkan och dels för den gammalkatolska kyrkan. Påven Hadrianus VI föddes i Utrecht.

## Historia
Utrecht grundades omkring år 47 e.Kr. av romare som en militärförläggning, Rheno Traiectum (senare Ultra Traiectum, vilket betyder "bortom Maastricht", som senare har blivit Utrecht).
Namnet på Utrechts fästning angav helt enkelt dess läge vid en eventuell Rhenkorsning. Traiectum blev nederländska Trecht, med ett U från gammelnederländskans "uut" (nedströms) tillsatt för att skilja U-trecht från Maas-tricht. I officiella dokument från 1000-talet var det latiniserat Ultra Traiectum.
Omkring år 200 blev träväggar i befästningen ersatta med kraftigare stenmurar, resterna av dem finns fortfarande under byggnader runt Domtorget. 
Från mitten av den 200-talet invaderade germanska stammar regelbundet romerska områden. Omkring 275 kunde romarna inte längre försvara den norra gränsen och Utrecht övergavs. Litet är känt om nästa period, åren 270–650. Utrecht omtalas först flera århundraden efter att romarna lämnat provinsen. Under påverkan av det växande frankerriket under Dagobert I:s regeringstid på 600-talet byggdes en kyrka inom den romerska fästningens väggar. I de pågående gränskonflikterna med friserna förstördes dock denna första kyrka.
År 696 blev Utrecht ett biskopssäte och spelade under medeltiden en betydande politisk roll. År 1527 blev provinsen, som dittills varit ett självständigt biskopsdöme, en del av det habsburgska väldet, och år 1579 slöts unionen i Utrecht mellan de sju nordligaste nederländska provinserna, ett förbund som blev utgångspunkten för upproret mot det spanska väldet och därmed tillkomsten av Nederländerna som en självständig stat.
Som katolskt ärkebiskopssäte 1559–1580 och efter 1851 har Utrecht haft stor betydelse som kyrkligt och kulturellt centrum, och det finns fortfarande en biskop av Utrecht. Dess universitet grundades 1636. Stadens centrala delar, som genomkorsas av kanaler, har många gamla byggnader, som vittnar om stadens forna betydelse, bland annat medeltidskyrkor. Mest intressant är den tidigare domkyrkan, ett av den nederländska gotikens vackraste byggnadsverk, delvis förstörd 1674, då långhuset störtade in, varför endast koret och det 111 meter höga tornet kvarstår, skilda åt av en öppen plats. Flera profanbyggnader från senmedeltid och renässans är också bevarade.
I staden slöts freden i Utrecht 1713, vilken avslutade spanska tronföljdskriget. Freden innebar bland annat att Filip V erkändes som kung av Spanien men avstod sin rätt till Frankrikes tron. Österrike fick de spanska Nederländerna samt Milano, Neapel och Sardinien. Sicilien tillföll hertigen av Savoyen och England erhöll Gibraltar och Minorca av Spanien samt Newfoundland, Acadia (Nova Scotia) och områdena vid Hudson Bay av Frankrike.

### Modern historia
I början av 1800-talet hade Utrechts roll som en befäst stad blivit föråldrad. Befästningarna Nieuwe Hollandse Waterlinie flyttades öster om Utrecht. Stadens murar kunde nu rivas för att möjliggöra expansion. Vallgravarna förblev intakta och bildade ett viktigt inslag i Zocher plantsoen, en landskapspark i engelsk stil som är i stort sett intakt än idag. 
Stadens tillväxt ökade när en järnväg till Amsterdam öppnades 1843. Efter det blev Utrecht gradvis ett huvudnav i Nederländernas järnvägsnät. Med den industriella revolutionen och försvarsvallarna nedtagna började Utrecht växa långt utanför den medeltida stadskärnan. År 1853 tillät den nederländska regeringen Rom att återinstallera biskopen av Utrecht, och staden blev på nytt ett centrum för katolicismen i landet.
Från 1880-talet och framåt har stadsdelar som Oudwijk, Wittevrouwen, Vogelenbuurt mot öster, och Lombok mot väster utvecklats. Nya bostadsområden för medelklassen, som Tuindorp och Oog i Al, byggdes på 1920- och 1930-talen. Under denna period byggdes flera  hus och kontorsbyggnader i jugendstil, följt av Gerrit Rietveld som byggde Villa Schröder (1924), och Willem Marinus Dudoks uppförande av stadens teater (1941).

## Stadsbild
| Domkyrkotornet |  | Oudegracht |
| Domkyrkotornet |  | Oudegracht |

Utrecht är känt för sitt domkyrkotorn. Det drygt 112 meter höga tornet tillhörde tidigare domkyrkan, men de två byggnaderna separerades genom en kraftig storm år 1674. Stadsbilden präglas också stadens kanaler. Oudegracht (gamla kanalen) går genom centrum. Stadskärnan har i stor utsträckning fått behålla sin medeltida struktur och karaktär.

## Utbildning

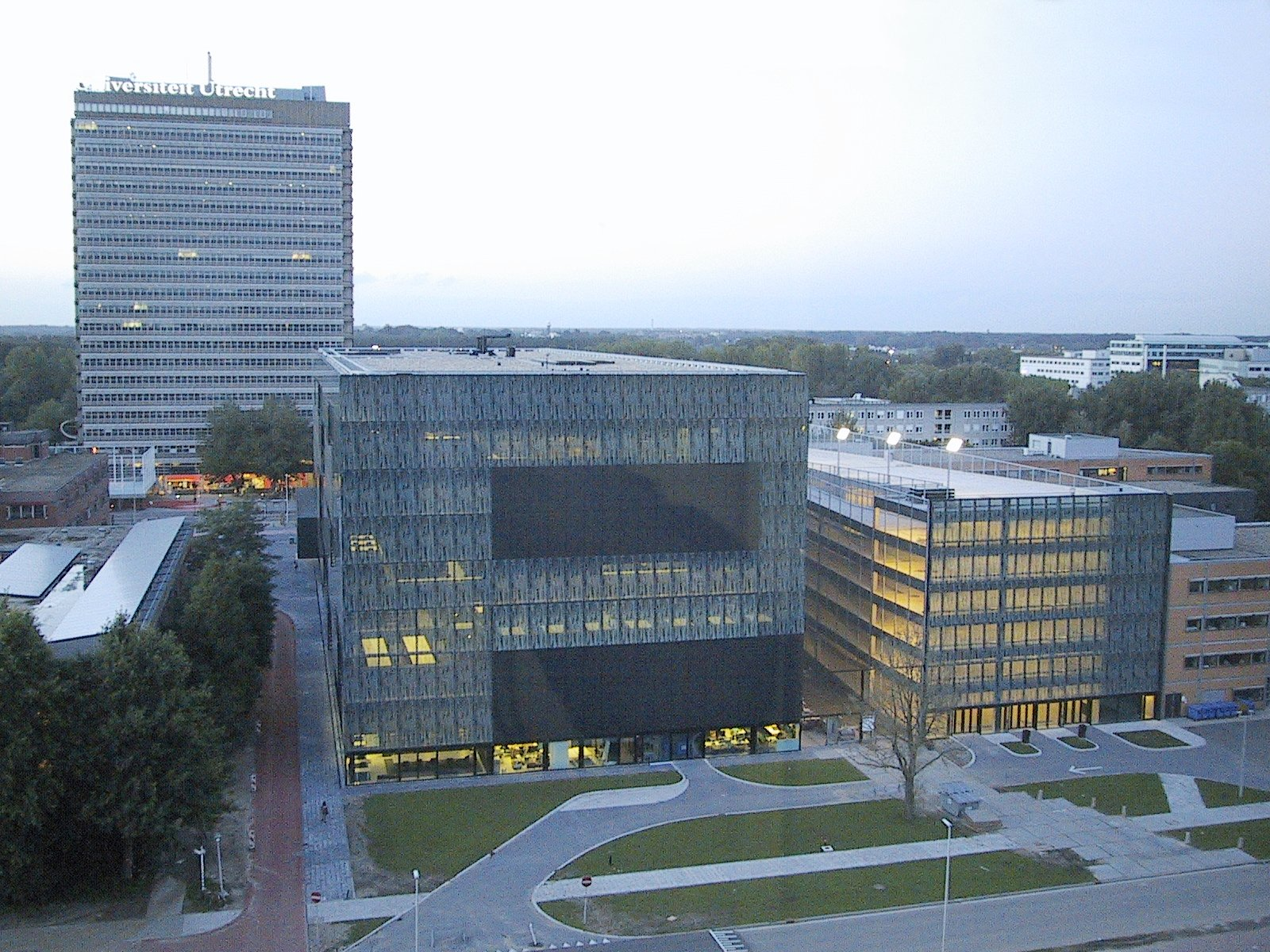
Universitetsområdet Uithof

I Utrecht ligger Universiteit Utrecht, en av Nederländernas största universitet (39 000+ studenter, 2023). Universitetet är beläget i stadskärnan och på universitetsområdet Uithof i stadens östra delar. I Shanghai Jiao Tong-universitetets rankning av världens bästa universitet år 2007 hamnade Universiteit Utrecht på 42:a plats. 
I Utrecht står därtill två andra stora högre lärosäten att finna: Hogeschool Utrecht (37 000 studenter, 2023) samt Hogeschool voor de Kunsten Utrecht (4 400 studenter, 2023).

## Sport

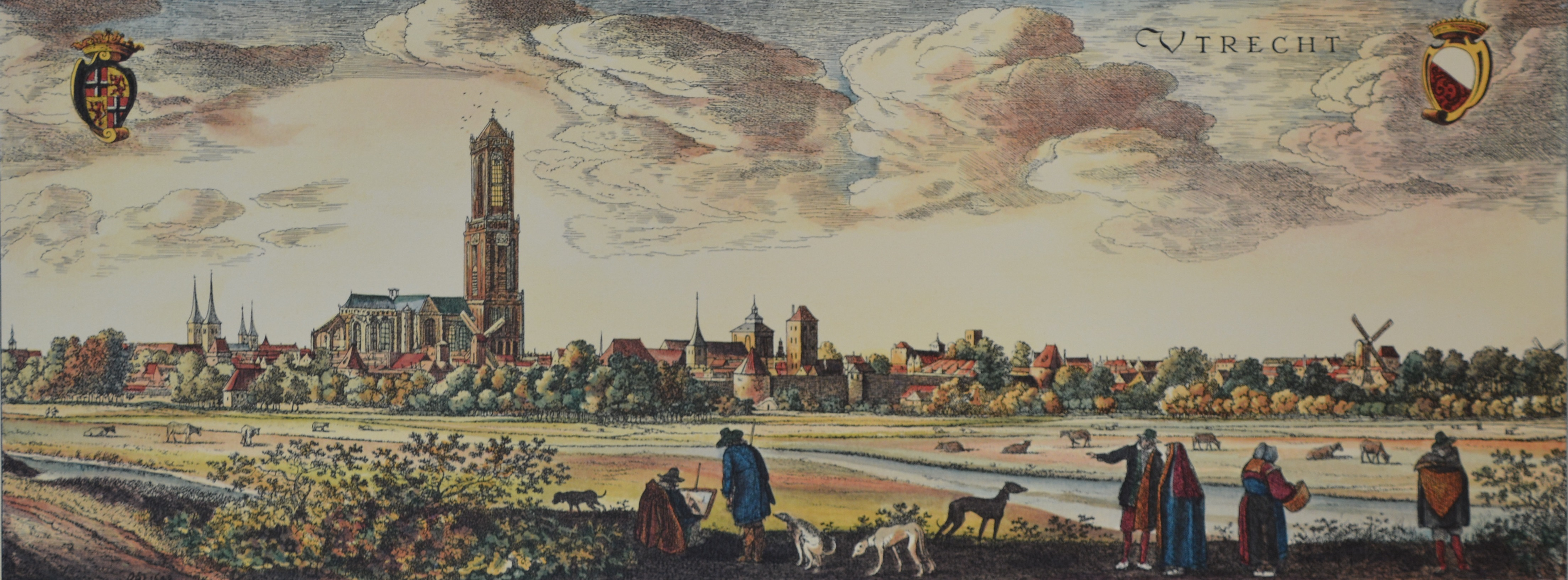
Utrecht 1648

Fotbollsklubben FC Utrecht spelar i Nederländernas högsta division, Eredivisie, från vilken klubben aldrig har degraderats. Klubbens hemmaarena kallas Stadion Galgenwaard.